# كاي بو تشي!
كاي بو تشي هو فيلم هندي درامي وأصدقاء من إخراج ابهيشيك كابور مرتكزه على رواية شيتين بهاجت «3 أخطاءِ مِنْ حياتِي»، مع موسيقة اميت تريفيدي وكاتب الأغاني سواناند كيككر. سوشانت سينغ راجبوت واميت ساد وراج كومار يادف الأبطال الثلاثة الرئيسين بينما امريتا بوري البطولة الرئيسية النسائية. الفيلم عنوانه كاي بو تشي! هو في الأصل عبارة الغوجاراتية وهذا يعني «لقد قطعت طائرة ورقية» الذي يشير إلى ماكار سانكرانتي (المعروف باسم Uttarayan في ولاية غوجارات) حيث واحد من المنافسين يستخدم طائرة ورقية له بقطع آخر المنافسين طائرة ورقية ويصرخ «كاي بو تشي!». التصوير بَدأَ منتصف شهر أبريل في فادناقار وأحمد آباد.
كاي بو تشي! كان العرض الأول في العالم في مهرجان برلين السينمائي الثالثة والستّونِ الدولي في 13 فبراير 2013 حيث كان أول فيلم هندي عرض في قسم البانوراما العالمية. كاي بو تشي! صدر في جميع أنحاء العالم يوم 22 فبراير 2013 واجتمع مع اشادة من النقاد بين المعلقين الهندي، ولكن مختلطة إلى ملاحظات سلبية على الصعيد الدولي.

## القصة
الموقع أحمد آباد، تَدُورُ القصّةُ حول ثلاثة أصدقاءَ، إيشان، اومي وجوفيند، الذي يُريدانِ بَدْء متجر ألعابهم الرياضيةِ الخاصةِ والأكاديميةِ الرياضيةِ. يَتعقّبُ الفلمُ صداقتُهم العميقةُ، وبراءة لوّثتْ بالسياسةِ الدينيةِ والكراهيةِ العموميةِ، مما يؤدي إلى تداعيات بهم، والموت في نهاية المطاف.

## الأبطال
- سوشانت سينغ راجبوت بدور ايشان بهات
- اميت ساد بدور اومكارا شاستري المعروف اومي
- راج كومار يادف بدور غوفيند باتيل
- امريتا بوري بدور فيديا بهات
- ديجفجاي ديشموك بدور علي
- اسيف باسرا بدور أب علي
- شيترانجان تاكور بدور فيناي
- ماناف كونال بدور بيتو ماما
- باكول سيال بدور بالو بالرلام
- روهيت باتناغار بدور تينكو
- مانيش تشاولا بدور مانو
- ايشان (ابن شيتين بهاجت) بدور ايشان باتيل، ولد غوفيند وفيديا
- اجاي جاديجا بدور معلق الكريكيت (دور خاص)
- غوراف كابور بدور معلّق كريكتِ (ظهور خاص)
- دينيش كومار بدور جون
- اشيش كاكاد بدور فيشواس – اليد اليمنى لبيتو ماما

## الموسيقى التصويرية
إنّ الموسيقى مركّبةُ مِن قِبل أميت تريفيدي. القصائد الغنائية يَكْتبُ مِن قِبل سواناند كيككر، بينما الموسيقى التصويرية مِن قِبل هيتيش سونيك.

### قائمة الأغاني
| الرقم | الأغنية           | المغنين                  | المدة |
| ----- | ----------------- | ------------------------ | ----- |
| 1     | "Manjha"          | اميت تريفيدي، موهان كنان | 3:37  |
| 2     | "Shubhaarambh"    | شروتي باتاك، ديفيا كومار | 3:54  |
| 3     | "Meethi Boliyaan" | اميت تريفيدي، ميلي ناير  | 4:50  |

## روابط خارجية
- كاي بو تشي! على موقع IMDb (الإنجليزية)
- كاي بو تشي! على موقع ميتاكريتيك (الإنجليزية)
- كاي بو تشي! على موقع روتن توميتوز (الإنجليزية)
- كاي بو تشي! على موقع نتفليكس (الإنجليزية)
- كاي بو تشي! على موقع قاعدة بيانات الأفلام العربية
- كاي بو تشي! على موقع ألو سيني (الفرنسية)
- كاي بو تشي! على موقع أول موفي (الإنجليزية)
- كاي بو تشي! على موقع بوكس أوفيس موجو (الإنجليزية)
- كاي بو تشي! على موقع قاعدة بيانات الفيلم (الإنجليزية)
- كاي بو تشي! على موقع ليتربوكسد (الإنجليزية)